# MPEG-DASH
El Dynamic Adaptative Streaming over HTTP (DASH), també conegut com a MPEG-DASH, és una tècnica de reproducció en temps real (streaming) de taxa de bits (bitrate) adaptativa que permet la reproducció en temps real de continguts multimèdia en alta qualitat través d'Internet mitjançant l'ús de servidors HTTP web convencionals. El MPEG-DASH consisteix a dividir el contingut en una seqüència de petits arxius corresponent a segments que es lliuren sobre HTTP. Cada segment conté un breu interval de temps de reproducció d'un contingut. El contingut es proveeix en una varietat de diferents taxes de bits, és a dir, segments alternatius codificats en diferents bitrates tots ells alineats en el temps. El contingut es visualitza mitjançant un client MPEG-DASH, que és qui selecciona automàticament quin dels diversos segments possibles cal descarregar i reproduir basant-se en les condicions actuals de la xarxa. El client selecciona el segment amb el bitrate més alt possible de forma que pugui ser descarregat a temps per a ser visualitzat sense causar aturades o rebuffering durant la reproducció. D'aquesta manera, un client de MPEG-DASH pot adaptar-se perfectament a les condicions canviants de la xarxa i proporcionar sempre la millor qualitat possible.

## Història
El streaming de bitrate adaptatiu s'ha convertit en un estàndard per a la distribució de continguts audiovisuals en línia cap a diferents dispositius. Aquest mode de distribució és una combinació de programari per part del servidor i del client que detecten la disponibilitat d'amplada de banda del client i ajusten la qualitat del corrent de vídeo entre diferents taxes de bits i/o resolucions. Com que el contingut multimèdia pot canviar la taxa de bits durant la reproducció en funció de l'amplada de banda disponible, escollint sempre els paràmetres que permeten una major qualitat, la reproducció dels continguts és fluida, sense talls ni interrupcions. A més a més el protocol HTTP per al transport de dades facilita la distribució, ja que habitualment no hi ha tallafocs al port 80.

### Protocols de distribució ambbitrate adaptatiu
Hi ha tres protocols principals que es basen en la distribució de continguts audiovisuals mitjançant una taxa de bits adaptativa: HTTP Live Streaming (Apple), Microsoft Smooth Streaming (Microsoft) i HTTP Dynamic Streaming (Adobe). Cada protocol utilitza diferents mètodes i formats i, per tant, per rebre els continguts de cada servidor els dispositius han de suportar el protocol utilitzat. Un estàndard per al streaming adaptatiu sobre HTTP permetria la implementació de diferents plataformes i serveis amb una màxima compatibilitat.
En resposta a aquest problema, MPEG va sol·licitar una proposta per a un estàndard de streaming sobre HTTP l'abril de 2009. Durant els dos anys següents, va desenvolupar en col·laboració amb el Projecte Associació de Tercera Generació (3GPP) i altres companyies les especificacions del sistema, desembocant en el desenvolupament de l'estàndard MPEG-DASH.
Taula comparativa dels diferents mètodes de bitrate adaptatiu
|                                       | 3GPP / MPEG-DASH                                            | Apple HTTP Live Streaming                                   | Microsoft Smooth Streaming     | Adobe HTTP Dynamic Flash Streaming                     |
| ------------------------------------- | ----------------------------------------------------------- | ----------------------------------------------------------- | ------------------------------ | ------------------------------------------------------ |
| Tipus                                 | Codi obert                                                  | Propietari                                                  | Propietari                     | Propietari                                             |
| Còdecs de vídeo                       | H.264 i altres                                              | H.264                                                       | H.264, VC-1                    | H.264,VP6                                              |
| Còdecs d'àudio                        | ACC i altres                                                | ACC, MP3                                                    | ACC, WMA                       | ACC, MP3                                               |
| Paquets Format dels segments          | Fragments MP4 MPEG-2 TS                                     | MPEG-2 TS                                                   | Fragments MP4                  | Fragments MP4                                          |
| Emmagatzematge de fitxers al servidor | Contigus o fitxers individuals per segment                  | Fitxer individual per segment                               | Contigus                       | Contigus                                               |
| Empaquetament de l'àudio/vídeo/text   | Multiplexat o segments separats de vídeo/àudio              | Multiplexat en un segment                                   | Multiplexat en un segment      | Multiplexat en un segment                              |
| Segmentació i distribució             | Múltiples distribuïdors. Estàndard HTTP Servidors streaming | Múltiples distribuïdors. Estàndard HTTP Servidors streaming | MS IIS ''(i algun altre més)'' | Adobe Interactive Server / Adobe tools + apache module |
| Reproductors                          | 3GPP-Rel 9 clients MPEG                                     | Apple iOS, QTX                                              | Silverlight                    | Flash, Air                                             |
| Protecció                             | Flexible (OMA, UV...)                                       | AES-128                                                     | PlayReady                      | Accés Flash                                            |
| Durada típica dels segments           | Flexible                                                    | 10 segons                                                   | 2-4 segons                     | 2-4 segons                                             |
| Control Adaptatiu                     | Client                                                      | Client                                                      | Client                         | Client                                                 |

## Funcionament

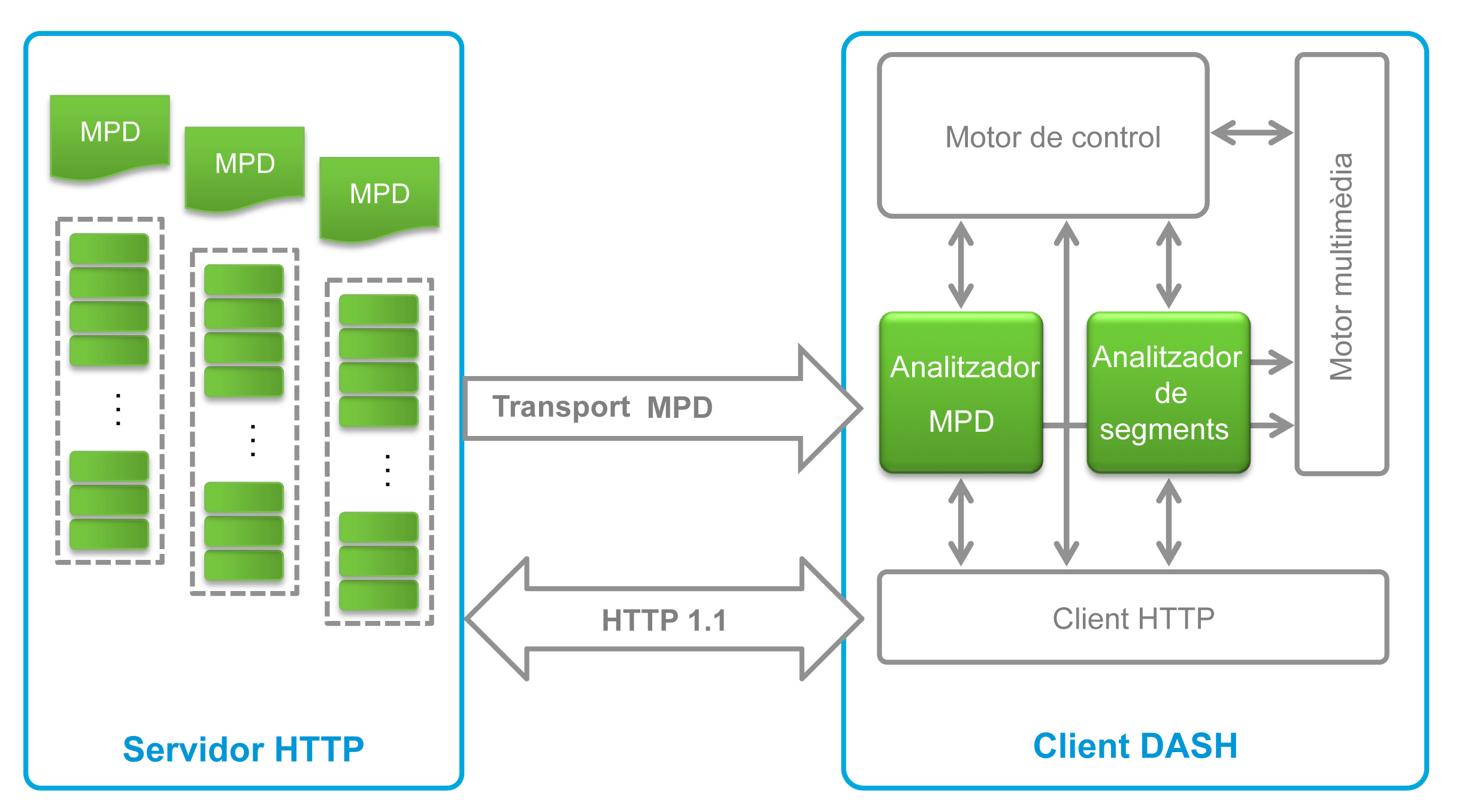
Funcionament del MPEG-DASH

El contingut multimèdia s'emmagatzema al servidor HTTP i es distribueix utilitzant el protocol HTTP. Hi ha dues parts de continguts: les Media Presentation Description (MPD) que descriuen el llistat (manifest) de continguts disponibles i els segments, que contenen parts dels fitxers multimèdia.
A l'hora de reproduir els continguts, primerament el client obté la MPD. Aquesta MPD es pot aconseguir a través d'HTTP però també fent servir altres mètodes de transport. Analitzant la MPD el client DASH aprèn sobre la cadència (durada) dels fragments, els continguts multimèdia disponibles, els tipus de contingut, les diferents resolucions dels vídeos i fragments amb diferent bitrate, accessibilitat, etc. Mitjançant aquesta informació el client selecciona la millor alternativa en funció de les condicions de la xarxa i comença la transferència de continguts a través de sol·licituds HTTP GET.
Després d'haver emmagatzemat a una memòria intermèdia una part del contingut per permetre una reproducció fluida, el client continua sol·licitant al servidor web els segments consecutius mentre monitora les fluctuacions de la xarxa. En funció de les mesures obtingudes, el client decideix adaptar l'amplada de banda utilitzada fent servir segments amb diferents paràmetres (major o menor taxa de bits) per a mantenir un búffer adequat.

### Il·lustracions i diagrames de MPEG-DASH
| Estructura de les dades de la MPD | Flux de dades entre el client i el servidor |
| --------------------------------- | ------------------------------------------- |
|                                   |                                             |